# José Aguilera
José Matías Aguilera Tapia (* 31. Januar 2000 in Combarbalá) ist ein chilenischer Fußballspieler. Der Stürmer wurde Ende 2022 wegen eines positiven Dopingbefunds für neun Monate gesperrt.

## Karriere

### Verein
José Aguilera begann seine Profikarriere 2018 unter Trainer Héctor Tapia beim CSD Colo-Colo, wo er bereits in der Jugend gespielt hatte. Nach Leihstationen 2019 bei Deportes Puerto Montt und 2020 bei San Marcos wechselte der Außenstürmer Ende 2020 zu Coquimbo Unido, wo er 2021 Meister der Primera B wurde. Aguilera selbst blieb in der Liga und unterschrieb beim AC Barnechea. Im Dezember 2022 gab Aguilera eine positive Dopingprobe ab. In der Probe wurden Benzoylecgonin, Bestandteil von Kokain, und MDMA gefunden. Er wurde für neun Monate gesperrt und ist seitdem vereinslos.

### Nationalmannschaft
Aguilera stand im Kader der U15-Nationalmannschaft bei der Südamerikameisterschaft 2015 in Kolumbien und anschließend für ein Freundschaftsturnier in Katar.

## Erfolge
Coquimbo
- Primera B: 2021